# Torneo de Stanford 2013
El Bank of the West Classic 2013 es un torneo de tenis profesional que se juega en canchas duras. Es la 42ª edición del torneo que forma parte de los torneos Premier de la WTA Tour 2013 y forma parte del conjunto de torneos del US Open Series 2013. Se llevará a cabo en Stanford, Estados Unidos entre el 22 y el 28 de julio de 2013.

## Cabeza de serie

### Individual femenino
| Tenista              | Ranking | Preclasificada |
| Agnieszka Radwańska  | 4       | 1              |
| Samantha Stosur      | 13      | 2              |
| Dominika Cibulková   | 21      | 3              |
| Jamie Hampton        | 29      | 4              |
| Sorana Cîrstea       | 32      | 5              |
| Varvara Lepchenko    | 36      | 6              |
| Urszula Radwańska    | 40      | 7              |
| Magdaléna Rybáriková | 41      | 8              |

### Dobles femenino
| Tenista                          | Ranking | Preclasificada |
| Raquel Kops-Jones Abigail Spears | 34      | 1              |
| Julia Görges Darija Jurak        | 63      | 2              |
| Daniela Hantuchová Lisa Raymond  | 69      | 3              |
| Chan Hao-ching Vera Dushevina    | 95      | 4              |

## Campeones

### Individual Femenino
Dominika Cibulková venció a  Agnieszka Radwańska por 3-6, 6-4, 6-4

### Dobles Femenino
Raquel Kops-Jones /  Abigail Spears  vencieron a  Julia Görges /  Darija Jurak por 6-2, 7-6(4)